# Hillsborough (parishhuvudort)
Hillsborough är en parishhuvudort i Grenada.   Den ligger i parishen Carriacou Island, i den nordöstra delen av landet, 60 km nordost om huvudstaden Saint George's. Hillsborough ligger 8 meter över havet och antalet invånare är 1 000. Den ligger på ön Carriacou Island.
Terrängen runt Hillsborough är kuperad norrut, men åt sydost är den platt.  Det finns inga andra samhällen i närheten. Trakten runt Hillsborough består huvudsakligen av våtmarker.